# Gonatocerus carahuensis
Gonatocerus carahuensis is een vliesvleugelig insect uit de familie Mymaridae. De wetenschappelijke naam is voor het eerst geldig gepubliceerd in 1957 door Ogloblin.